# Luisa Francisca de Borbón-Maine
Luisa Francisca de Borbón, mademoiselle de Maine (Versalles, 4 de diciembre de 1707-Anet, 19 de agosto de 1743) fue la séptima hija de Luis Augusto de Borbón, hijo legitimado del rey Luis XIV de Francia y de su amante, Madame de Montespan, por lo tanto nieta de este, y de su esposa, Luisa Benedicta de Borbón.

## Primeros años
Nació en el Palacio de Versalles el 4 de diciembre de 1707, séptima hija, pero tercera sobreviviente de Luis Augusto de Borbón, duque de Maine, y de su esposa, Luisa Benedicta de Borbón. Era conocida como mademoiselle de Maine.
El 9 de abril de 1714, fue bautizada con el nombre de su tía, Luisa Francisca de Borbón, conocida como Madame la Duquesa. Luisa Francisca fue muy apegada a sus padres, aunque éstos en realidad nunca estuvieron muy cerca. Luisa era la consentida de su madre y gozaba de constantes privilegios, Aparte gozaba de su título como Princesa de Sangre.

## Vida posterior y Matrimonio
En 1718, durante la regencia del duque Felipe II de Orleans, sus padres fueron encarcelados; su padre fue enviado a Doullens y su madre a Dijon. Ella fue trasladada de la abadía de Maubuisson a otro convento de Chaillot en París, alrededor de la actual zona del Trocadero. Permaneció en Chaillot hasta 1720, cuando sus padres fueron liberados de sus encarcelamientos separados.
Se dice que mademoiselle de Maine fue prometida a un señor de Guisa, pero dicho compromiso nunca se materializó. 
Su matrimonio fue con el príncipe viudo Jaime de Mónaco, que a menudo residía en el Palacio de Versalles, Su madre acordó este matrimonio. Jaime era viudo, pero aceptó después de ser atraído por una gran Dote y por la necesidad de una princesa en el principado de Mónaco. 
El matrimonio no fue unido, pero si cumplieron con los deberes maritales como deberes de una Princesa soberana de Mónaco 

## Princesa Soberana de Mónaco
Luisa venia de una poderosa familia con numeroso títulos y principados. Tuvo la educación de una Princesa de sangre. Sin embargo, ella no tuvo la educación de como Gobernar al ser una Princesa Soberana. 

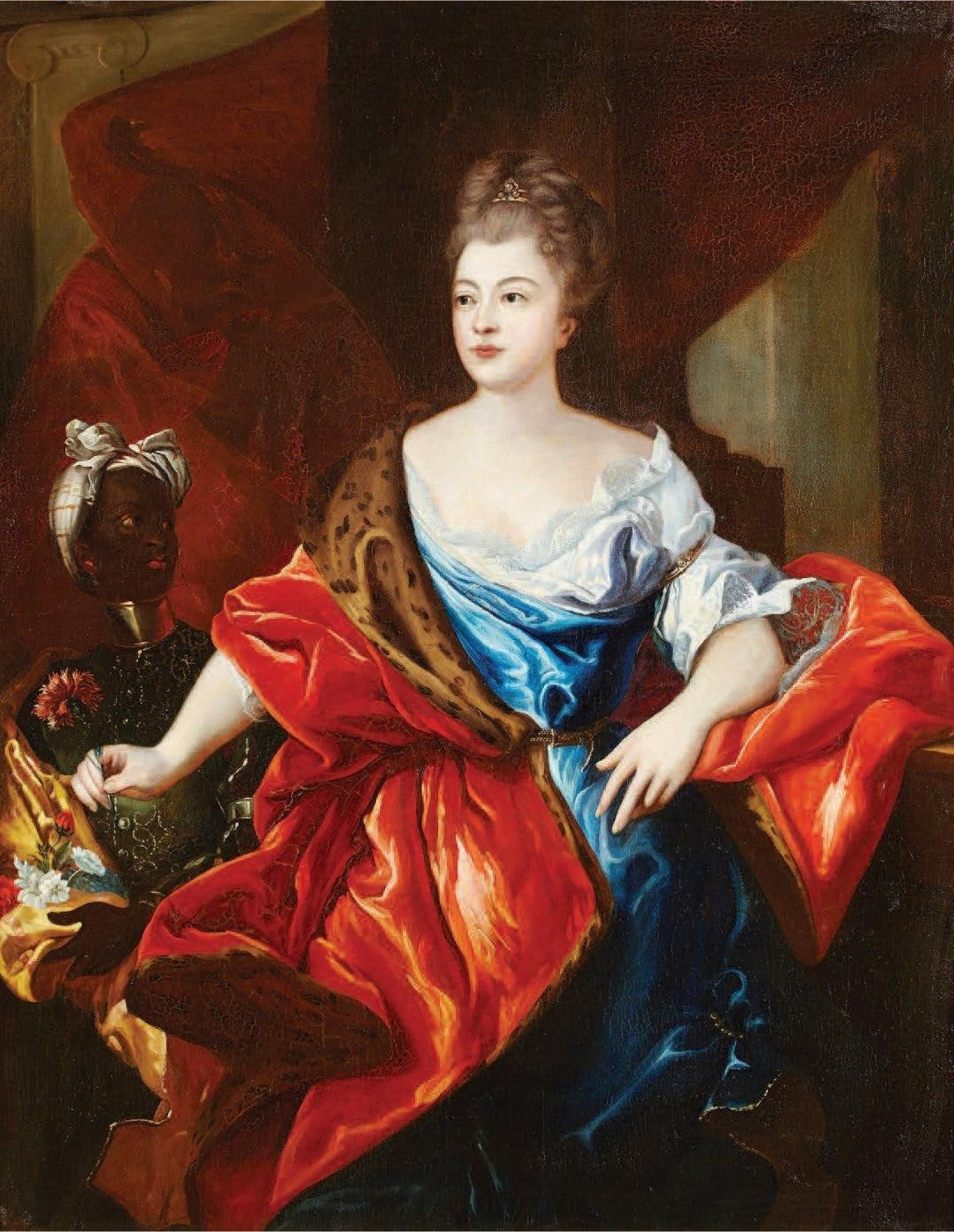
Luisa como La Princesa de Mónaco

La agenda de una princesa soberana es muy ocupada ya que Luisa tenía  representar al principado en eventos oficiales, participar en actividades benéficas y humanitarias, apoyar la cultura y las artes. y representar a la familia real. Luisa fue acostumbrándose al ambiente de una soberana y aunque no tenía nada de enseñanza sobre ello recibió guía de su marido como de la familia real
Luisa fue Princesa soberana por 2 años hasta la abdicación de su marido a favor de su hijo Honorato III de Mónaco en el cual cambio su título a Princesa de Mónaco. 

## Descendencia
Aunque el principado de Mónaco ya tenía heredero la pareja tuvo cinco hijos en el que solo cuatro llegaron a la edad adulta. 
1. Príncipe Luis Carlos, Duque de Valentineis (1733-1756)
2. Princesa Luisa Adelaida de Monaco, Mademoiselle de Valentineis (1734-1787)
3. Princesa Ana Maria, Mademoiselle des Baux (1735-1776)
4. Príncipe, Jaime,Duque de Mayenne (1735-1793)
5. Princesa, Ana Carlota, Mademoiselle des Estouteville (1737-1749)

Jaime I fue unido a sus hijos y estuvo presente en su educación al igual que su madre fue presente en la educación de sus hijas.
Luisa fue igual a su madre y ella fue unida a todos sus hijos y los mimaba. La madre de Luisa. La duquesa amaba a sus nietos y los mimaba cuando los veía. Luisa se encargó de la educación típica de un príncipe y llevarlos constantemente de visita con su familia o al Palacio de Versalles. 

## Muerte
Luisa Francisca murió en el Hotel de Matignon la edad de 35 años. Ella dejó su pensión a su prima hermana, Isabel Teresa de Borbón-Condé, mademoiselle de Sens, hija de su homónima Madame la Duquesa. 
Fue enterrada en la capilla del Castillo de Anet. Su tumba fue respetada por los revolucionarios de 1789-1799. Ella fue sobrevivida por sus dos hermanos mayores y su madre.

## Ascendencia
| Luisa Francisca de Borbón, mademoiselle de Maine | Padre: Luis Augusto de Borbón    | Abuelo paterno: Luis XIV de Francia          | Bisabuelo paterno: Luis XIII de Francia                 | Tatarabuelo paterno: Enrique IV de Francia               |
| Luisa Francisca de Borbón, mademoiselle de Maine | Padre: Luis Augusto de Borbón    | Abuelo paterno: Luis XIV de Francia          | Bisabuelo paterno: Luis XIII de Francia                 | Tatarabuela paterna: María de Médici                     |
| Luisa Francisca de Borbón, mademoiselle de Maine | Padre: Luis Augusto de Borbón    | Abuelo paterno: Luis XIV de Francia          | Bisabuela paterna: Ana de Austria                       | Tatarabuelo paterno: Felipe III de España                |
| Luisa Francisca de Borbón, mademoiselle de Maine | Padre: Luis Augusto de Borbón    | Abuelo paterno: Luis XIV de Francia          | Bisabuela paterna: Ana de Austria                       | Tatarabuela paterna: Margarita de Austria-Estiria        |
| Luisa Francisca de Borbón, mademoiselle de Maine | Padre: Luis Augusto de Borbón    | Abuela: Madame de Montespan                  | Bisabuelo paterno: Gabriel de Rochechouart de Mortemart | Tatarabuelo paterno: Gaspar de Rochechouart de Mortemart |
| Luisa Francisca de Borbón, mademoiselle de Maine | Padre: Luis Augusto de Borbón    | Abuela: Madame de Montespan                  | Bisabuelo paterno: Gabriel de Rochechouart de Mortemart | Tatarabuela paterna: Luisa de Maure                      |
| Luisa Francisca de Borbón, mademoiselle de Maine | Padre: Luis Augusto de Borbón    | Abuela: Madame de Montespan                  | Bisabuela paterna: Diana de Grandseigne                 | Tatarabuelo paterno: Juan de Grandseigne                 |
| Luisa Francisca de Borbón, mademoiselle de Maine | Padre: Luis Augusto de Borbón    | Abuela: Madame de Montespan                  | Bisabuela paterna: Diana de Grandseigne                 | Tatarabuela paterna: Catherine de La Béraudière          |
| Luisa Francisca de Borbón, mademoiselle de Maine | Madre: Luisa Benedicta de Borbón | Abuelo materno: Enrique III de Borbón-Condé  | Bisabuelo materno: Luis II de Borbón-Condé              | Tatarabuelo materno: Enrique II de Borbón-Condé          |
| Luisa Francisca de Borbón, mademoiselle de Maine | Madre: Luisa Benedicta de Borbón | Abuelo materno: Enrique III de Borbón-Condé  | Bisabuelo materno: Luis II de Borbón-Condé              | Bisabuela materna: Carlota Margarita de Montmorency      |
| Luisa Francisca de Borbón, mademoiselle de Maine | Madre: Luisa Benedicta de Borbón | Abuelo materno: Enrique III de Borbón-Condé  | Bisabuela materna: Claire-Clémence de Maillé-Brézé      | Tatarabuelo materno: Urbano de Maillé-Brézé              |
| Luisa Francisca de Borbón, mademoiselle de Maine | Madre: Luisa Benedicta de Borbón | Abuelo materno: Enrique III de Borbón-Condé  | Bisabuela materna: Claire-Clémence de Maillé-Brézé      | Tatarabuela materna: Nicole du Plessis de Richelieu      |
| Luisa Francisca de Borbón, mademoiselle de Maine | Madre: Luisa Benedicta de Borbón | Abuela materna: Ana Enriqueta del Palatinado | Bisabuelo materno: Eduardo del Palatinado               | Tatarabuelo materno: Federico V del Palatinado           |
| Luisa Francisca de Borbón, mademoiselle de Maine | Madre: Luisa Benedicta de Borbón | Abuela materna: Ana Enriqueta del Palatinado | Bisabuelo materno: Eduardo del Palatinado               | Tatarabuela materna: Isabel Estuardo                     |
| Luisa Francisca de Borbón, mademoiselle de Maine | Madre: Luisa Benedicta de Borbón | Abuela materna: Ana Enriqueta del Palatinado | Bisabuela: Ana María de Gonzaga-Nevers                  | Tatarabuelo materno: Carlos I de Gonzaga-Nevers          |
| Luisa Francisca de Borbón, mademoiselle de Maine | Madre: Luisa Benedicta de Borbón | Abuela materna: Ana Enriqueta del Palatinado | Bisabuela: Ana María de Gonzaga-Nevers                  | Tatarabuela materna: Catalina de Mayena                  |